# Wilhelm I. (Henneberg-Schleusingen)
Graf Wilhelm I. von Henneberg-Schleusingen (* 31. Juli 1384; † 17. Juli 1426 während einer Wallfahrt nach Jerusalem auf Zypern) war regierender Graf von Henneberg-Schleusingen.
Seine Eltern waren der Graf Heinrich XIII. von Henneberg († 26. Dezember 1405) und dessen Ehefrau Mathildis von Baden, eine Tochter des Grafen Rudolf von Baden. Sein Vater überließ – zum Leidwesen seines Sohnes – seiner Mutter die Ämter Schleusingen und Suhl als Wittum.
Mit 21 Jahren übernahm er die Regierungsgeschäfte. Sein Vater hatte viele Schulden hinterlassen und so wurde es seine Aufgabe die Finanzen zu reorganisieren. Seine Mutter übergab ihm das Schloss Mainberg. Das halbe Schloss verkaufte er am 31. August 1411 an Johann von Cronberg und dessen Frau. Die Ritter von Wenkheim stellten auch Ansprüche an das Schloss, aber 1426 bestätigte Kaiser Sigismund alle Lehen und auch das Schloss.
Er wurde 1414 unter den Schirmherren des Kostnitzer Konzils genannt. Auf einer Pilgerfahrt nach Jerusalem starb er unterwegs auf der Insel Zypern am 17. Juli 1426.
Er heiratete um 1411 Anna von Braunschweig († 27. Oktober 1426), eine Tochter des Otto von Braunschweig-Göttingen. Sie war die Witwe des Markgrafen Wilhelm I. von Meissen († 10. Februar 1407) und ihr wurde eine gute Haushaltung nachgesagt. Deren Sohn Wilhelm II. erbte die Grafschaft, weitere Nachkommen waren:
- Anna (* 1421)  ⚭ Johann von Heideck
- Elisabeth († 14. November 1444) ⚭ Friedrich I. von Henneberg-Römhild († 24. September 1422)
- Eukarius